# Гількенброк
Гількенброк (нім. Hilkenbrook) — громада в Німеччині, розташована в землі Нижня Саксонія. Входить до складу району Емсланд. Складова частина об'єднання громад Нордгюммлінг.
Площа — 11,1 км2. Населення становить 783 ос. (станом на 31 грудня 2021).